# Egbert-Psalter

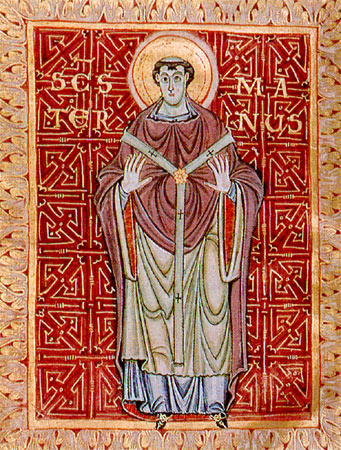
Der heilige Bischof Maternus von Trier. Die Beischrift lautet SCS MATERNUS, aufgelöst Sanctus Maternus

Der Egbert-Psalter, auch Gertrud-Psalter genannt, ist ein Werk der ottonischen Buchmalerei und entstand in der Reichenauer Malschule. Die Handschrift befindet sich heute unter der Signatur Cod. 136 im Museo Archeologico Nazionale in Cividale. Zusammen mit neun anderen Werken des Klosters Reichenau wurde das Manuskript 2003 von der UNESCO in die Liste des Weltdokumentenerbes aufgenommen.

## Beschreibung
Die Pergamenthandschrift im Format 23,8 × 18,8 cm umfasst 233 Blatt. Der Buchschmuck umfasst unter anderem 19 ganzseitige Miniaturen. Benannt ist die Handschrift nach dem Erzbischof Egbert von Trier (977–993). Der Stifterbildzyklus des Psalters umfasst vier ganzseitige Bilder. Auf dem ersten überreicht ein Mönch Ruodbrecht den Psalter dem auf dem zweiten Bild thronenden Egbert. Auf dem dritten Widmungsbild überreicht Egbert die Handschrift dem auf dem letzten Bild thronend dargestellten Hl. Petrus, dem Patron des Trierer Doms.
Am Beginn des eigentlichen Psaltertextes befindet sich eine Darstellung des Königs David, dieser gegenüber eine Zierseite mit dem Anfangsbuchstaben des ersten Psalms. Vor jedem zehnten Psalm befindet sich eine doppelte Zierseite, die jeweils einen ehemaligen Trierer Bischof, diesem gegenüber eine Initialzierseite mit dem Anfangsbuchstaben des nächsten Psalmes zeigt. Die Reihe beginnt mit den Heiligen Eucharius, Valerius und Maternus, die der Legende nach von Petrus selbst nach Germanien gesandt wurden. Die Bischöfe und Erzbischöfe sind alle stehend in Gebetshaltung mit nach oben geöffneten Händen dargestellt, die Arme teilweise ausgebreitet, teilweise vor der Brust zusammengeführt. Die Bischöfe tragen alle einen Nimbus und sind in der Beischrift als heilig bezeichnet. Die für einen Psalter ungewöhnliche Bischofsreihe findet ihre Erklärung im politischen Anspruch der Trierer Bischöfe, das Primat der Bischöfe Galliens und Germaniens zu besitzen. Eine parallele Bischofsreihe befindet sich auf dem ebenfalls von Egbert gestifteten Petrusstab.

## Einordnung
Der Psalter entstand vermutlich um 980 in Trier oder wahrscheinlicher im Kloster Reichenau und gehört zur sogenannten Ruodprecht-Gruppe, die nach dem auf dem Stifterbild der Handschrift dargestellten Mönch benannt ist, bei dem es sich möglicherweise um den Buchkünstler handelt. Der Egbert-Codex gilt neben dem Evangelistar aus Poussay als das bedeutendste Werk dieser Handschriftengruppe.

## Geschichte
Die Handschrift, die nach dem Stifterbild für den Trierer Dom bestimmt war, gelangte im 11. Jahrhundert in den Besitz der polnischen Prinzessin Gertrud, der Ehefrau Isjaslaws I., nach Russland. Dort wurden der Handschrift zwei Lagen mit einem Kalender, Gebeten und Miniaturen im Byzantinischen Stil zugefügt und auf fol. 41r das Bild einer thronenden Muttergottes ergänzt. Im 12. Jahrhundert befand sich die Handschrift im Besitz der Familie Andechs-Meran, der Legende nach soll Elisabeth von Thüringen sie benutzt haben. Durch Elisabeths Onkel, Berthold, Patriarch von Aquileija, gelangte die Handschrift nach Cividale.